# В старом сундуке
В ста́ром сундуке́ — мультипликационный фильм студии «Пермьтелефильм», выпущенный в 1990 году.

## Сюжет
В одном старом сундуке лежали пылились старые игрушки: Слон с оторванным хоботом, Медведь без уха, одноногий Солдат и старая растрёпанная Кукла. Все они мечтали выбраться из сундука, но сделать это могли лишь в случае, если кто-то из них остался бы в сундуке, подставив свою спину, чтобы по ней смогли вылезти остальные. Спорили они спорили, ругались-ругались, но никак не могли решить, кто из них смог бы остаться. Но вот однажды Солдат взглянул на Куклу по-другому: он увидел, какие у неё прекрасные глаза и не смог оторвать от них взгляд. Солдат подошёл к Кукле и сказал ей эти добрые слова, попутно извинившись за свою прошлую грубость. Тогда и Кукла взглянула на Солдата иначе. Они понравились друг другу. Кукла и Солдат сели на дно сундука, взяли друг друга за руки и стали смотреть друг другу в глаза. Тем временем, Слону и Медведю стало завидно и они ещё более озлобленно стали вести себя по отношению к Солдату и Кукле. Тогда Солдат решил остаться. Он подставил спину и Медведь со Слоном выбрались из сундука. Кукла тоже поднялась на край сундука, но, взглянув на стоящего внизу одинокого солдата, не смогла его оставить и прыгнула к нему в сундук обратно. И тогда Солдат с Куклой поняли, что не так этот сундук на самом деле и плох, если любимые друг с другом вместе…

## Съёмочная группа
| режиссёр-постановщик | Леонид Кощеников                                                  |
| сценарист            | Виктор Фотеев                                                     |
| художник-постановщик | Людмила Ольшевская                                                |
| xудожники            | Сергей Дульцев, С. Коршунова, Ирина Тимофеева, В. Кудряшова       |
| аниматор             | Сергей Дульцев                                                    |
| оператор             | Сергей Дульцев                                                    |
| директор             | Г. Безматерных                                                    |
| композитор           | Игорь Рогалев                                                     |
| звукорежиссёр        | Д. Рудин                                                          |
| редактор             | Т. Кетегат                                                        |
| Артисты:             | Сергей Евгранов, Борис Макаров, Елена Стурова, Владимир Мартьянов |
| монтажёр             | Т. Иванкова                                                       |